# Rex Waite
Reginald Newnham Waite CB CBE (* 30. Juni 1901 in Duffield, Derbyshire/England; † 7. Mai 1975 in Southampton, Hampshire/England) war ein britischer Offizier und Air Commodore der Royal Air Force. Von 1947 bis 1949 war er Chef der britischen Luftwaffenverbände in Berlin. Er gilt als einer der Väter der beiden Berliner Luftbrücken, deren Durchführung er logistisch vorbereitete.

## Frühe Jahre
Mit 19 Jahren trat Waite 1920 als Kadett der Militärakademie der Royal Air Force (RAF) in Lincolnshire bei. Nach Abschluss seiner Grundausbildung (1921) absolvierte er im Anschluss die Ausbildung als Kampfpilot.
Im späteren Verlauf war er ab 1928 als Kommandoführer und inzwischen im Range eines Flight Lieutenant stehend, im 14. sowie im 47. Geschwader der britischen Luftwaffe eingesetzt.
Ab Januar 1931 qualifizierte sich Waite am RAF-Stützpunkt in Calshot zusätzlich als Pilot militärischer Flugboote. Im Anschluss wechselte er am 4. Juli 1931 als Kommandoführer zum 201. Geschwader, ehe er am 23. März 1933 in den Stab der Militärbasis Calshot berufen wurde.
Nach einer einjährigen Ausbildung am RAF Staff College wurde Waite im Dezember 1934 an das Hauptquartier der Luftwaffe versetzt. Ab Januar 1936 versah er wieder Stabsdienst und wurde schließlich am 3. April 1937 erstmals als Kommandierender Offizier in einem Geschwader (224 Squadron) eingesetzt.
Nach einer Verwendung im Luftwaffen-Hauptquartier ab Januar 1938, übernahm Waite 1939, nach Ausbruch des Zweiten Weltkrieges, den Stützpunkt St. Eval der Royal Air Force in Cornwall. Im Anschluss wurde Waite, der am 1. Januar 1939 inzwischen zum Wing Commander und am 1. Juni 1941 zum Group Captain befördert wurde, auf mehrere Verwaltungsposten versetzt, ehe er 1942 erneut das Kommando in St. Eval übernahm.
Kurze Zeit später wechselte er als Kommandierender Offizier zum RAF-Stützpunkt nach Nassau auf die Bahamas und ab 1944 in den Stab des Hauptquartiers der alliierten Streitkräfte von Nordwest- und Mitteleuropa (SHAEF).

## Berlin

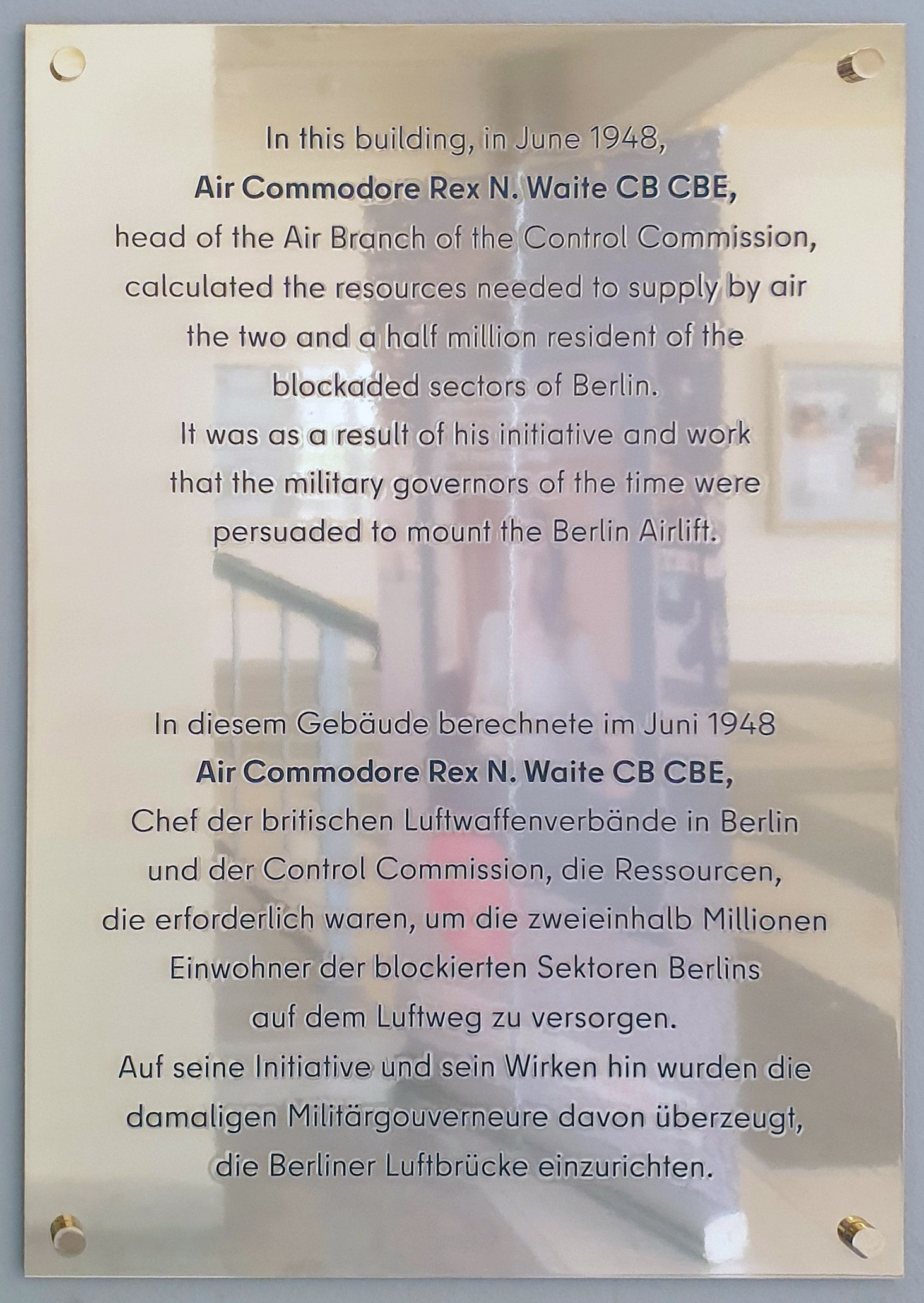
Gedenktafel, Fehrbelliner Platz 4, in Berlin-Wilmersdorf

Am 16. Juni 1945, kurz nach Ende des Zweiten Weltkriegs, wurde Reginald Waite nach Berlin versetzt, wo er die Stelle des Oberbefehlshabers der kombinierten Streitkräfte der Control Commission Germany übernahm. Mit dieser Aufgabe oblag ihm auch die Verantwortung und logistische Umsetzung der Entwaffnung der bisherigen Luftwaffe der Wehrmacht.
1947 wurde er schließlich zum Chef der Verbände der Royal Air Force im durch die USA, die UdSSR, Großbritannien und Frankreich besetzten Berlin ernannt, womit er seinen Sitz am Militärflughafen Gatow einnahm.

### Kleine Berliner Luftbrücke (April 1948)
Am 3. April 1948 riegelte die Sowjetunion die Transit- und Versorgungslandwege der USA und Großbritanniens von und nach West-Berlin ab. Aus dieser Situation heraus, erarbeitete Waite für die West-Alliierten erstmals logistische Pläne, wonach die Versorgung der Militärangehörigen aus der Luft gewährleistet wurde.
Hierbei machte sich Waite die am 30. November 1945 den westlichen Stadtkommandanten zugesicherten drei Luftkorridore zu eigen, die jeweils eine 32-Kilometer-Breite zwischen den in West-Deutschland befindlichen Besatzungszonen und West-Berlin aufwiesen.
Am 31. Dezember 1945 wurde zudem bereits schriftlich zugesichert, dass die West-Alliierten den Hamburg Air Corridor (Nordwesten) in Richtung Hamburg, den Bueckeburg Air Corridor (Westen) in Richtung Hannover sowie den Frankfurt Air Corridor (Südwesten) in Richtung Frankfurt am Main unbegrenzt und zu jeder Tages- und Nachtzeit für militärische und auch zivile Luftfahrzeuge nutzen durften.
Die durch Waite im Rahmen der Operation Knicker ausgearbeiteten Pläne stellten sich als ein logistisches Meisterwerk dar. Die Versorgung der amerikanischen und britischen Truppenteile über die westlichen Luftkorridore stand innerhalb kürzester Zeit und verlief nahezu reibungslos, woraufhin die Sowjetunion ihre Blockade nach nur zwei Tagen wieder einstellte.

### Große Berliner Luftbrücke (1948–1949)
Auch nach dem Ende der ersten Luftbrücke führte Waite seine logistische Ausarbeitung weiter fort, da er fest davon überzeugt war, dass sich die Spannungen zwischen der Sowjetunion und den West-Alliierten wiederholen würden. In seine weiteren Überlegungen plante er nunmehr auch die Luftversorgung der gesamten Bevölkerung West-Berlins mit ein, was zunächst ein theoretischer Plan blieb und lediglich für kurze Zeit umsetzbar schien.
Gegen den Protest der Sowjetunion wurde im Juni 1948 die Währungsreform in den Westsektoren umgesetzt, woraufhin die Sowjets sämtliche Verkehrswege von und nach West-Berlin blockierten. Sie gestaltete sich somit umfassender und gravierender als die erste Sperrung im April, da nunmehr die gesamte West-Berliner Bevölkerung, die etwa 2,2 Millionen Menschen zählte, von sämtlicher Versorgung abgeschottet wurden.
Angetan von den Plänen Waites, beauftragte ihn der US-amerikanische Militärgouverneur Lucius D. Clay mit der Durchführung einer Machbarkeitsstudie hinsichtlich einer Versorgung der west-alliierten Truppenteile und der gesamten Bevölkerung West-Berlins über die Luftkorridore. Prominente Politiker, allen voran US-Präsident Harry S. Truman und der Berliner Oberbürgermeister Ernst Reuter, begrüßten die neue Berliner Luftbrücke zwar, zweifelten jedoch daran, dass eine langfristig ausgerichtete Versorgung von mehr als 2 Millionen Menschen aus der Luft, tatsächlich möglich wäre.
Waite verfeinerte seine Pläne erneut im Hinblick auf Transportverfügbarkeiten, Frachtaufkommen, Auslastungen von Flugplätzen und Kräfteberechnungen der West-Alliierten. Seine überarbeiteten Pläne legte er im Anschluss dem britischen Stadtkommandanten Otway Herbert und dem britischen Militärgouverneur Brian Robertson vor, die diese absegneten. Kurze Zeit später stimmte der ohnehin überzeugte Clay ebenfalls formal zu.
Waite versetzte sodann die in Berlin stationierten Verbände der Royal Air Force unter dem Operationsnamen Planefar in erhöhte Alarmbereitschaft.
Schließlich startete die neue Luftbrücke am 24. Juni 1948, zunächst unter dem Kommando von Clay, mit dem ersten Flug vom US-amerikanischen Militärflughafen Tempelhof. Bereits einen Tag später hob die erste britische Maschine in Gatow ab, während sich Frankreich wegen der parallelen Einsätze in Indochina nur logistisch, später mit einzelnen Flügen beteiligen konnte.
Rex Waite befehligte während der Luftbrücke, im Rahmen der Combined Airlift Taskforce (CALTF), die Verbände der Royal Air Force, die auch durch Einheiten Australiens, Kanadas und Neuseelands unterstützt wurden. Zusätzlich übernahm er die Leitung einer neu geschaffenen alliierten Stabsstelle, die nicht nur die sowjetische Blockade beobachten sollte, sondern auch die Aufgabe hatte, Pläne hinsichtlich eines möglichen Wiederaufbaus zivilen Lebens nach Eintritt eines Notfalls in Berlin zu organisieren.
Im Augenmerk Waites lag die britische Beteiligung, die vor besonderen Herausforderungen stand. So befanden sich die unter britischer Kontrolle stehenden Flugplätze in Celle, Lübeck, Faßberg und Wunstorf in einem schlechten Zustand. Es gab keine fertigen oder nur unzureichende Start- und Landebahnen, was immer wieder zu schweren Flugunfällen führte. Zudem war es britische Aufgabe, Berlin mit dem wichtigsten Gut, Kohle, zu versorgen, was wiederum logistisch eine Gleisanbindung abforderte.
Als ehemaliger Flugboot-Pilot war es auch Waites Verdienst, dass die Briten in Berlin Flugboote des Typs Sunderland einsetzten, die schwierige Wasserungen auf dem Großen Wannsee und der Havel sowie im Raum Hamburg zu absolvieren hatten.
Darüber hinaus ließ Waite umfangreiche Baustoffe nach Berlin einfliegen und förderte somit den Ausbau der Militärflughäfen sowie des Baus des Kraftwerks Ruhleben. Insgesamt wurden 160.000 t Baustoffe zu diesem Zweck eingeflogen.
Am 12. Mai 1949 gaben die Sowjets schließlich die Blockade wieder auf. Insgesamt leisteten die West-Alliierten 280.000 Flüge und hatten insgesamt 103 Tote zu beklagen, darunter 39 Briten.
Rex Waite, der bereits am 1. Januar 1949 zum Air Commodore befördert wurde, blieb zunächst auch nach dem Ende der Luftbrücke als Chef der Royal Air Force in Berlin.

## Letzte Kommandos
Am 6. August 1950 verließ Waite Berlin wieder und wurde Chef der Versorgungsabteilung im Hauptquartier der Royal Air Force.
Bereits am 15. Juli 1951 wurde er zum stellvertretenden Stabschef des RAF-Hauptquartiers in Europa ernannt und trat schließlich am 19. September 1953 im Rang eines Air Commodore in den Ruhestand.

## Persönliches
Reginald Waite war seit dem 6. April 1940 bis zu seinem Tod mit seiner Frau Jessamy Lowenthal (1912–2001) verheiratet. Aus der Ehe gingen die Kinder Romilly, Joanna und der bekannte Landschaftsfotograf Charlie Waite hervor, die bis heute das Wirken ihres Vaters in Erinnerung halten.
Waite verzichtete zumeist auf das Führen seines Vornamens und nannte sich überwiegend Rex. Er galt als ein bescheidener Mensch. Obgleich die Berliner Luftbrücke ohne sein Wirken nicht umsetzbar gewesen wäre, wurden die Rollen Lucius D. Clays und des US-amerikanischen Generalleutnants William H. Tunner, der Clay als Kommandeur der Luftbrücke folgte, in der breiten Öffentlichkeit stets vordergründiger bewertet, während Waite nahezu unbekannt blieb.
Historiker bewerten Waite jedoch ebenfalls klar als einen der „Väter der Berliner Luftbrücke“.
Von der Öffentlichkeit kaum bemerkt, starb Waite im Mai 1975 im Alter von 73 Jahren.

## Auszeichnungen
- Mentioned in Despatches (1945)
- Commander of the Most Excellent Order of the British Empire (1946)
- Companion of the Order of the Bath (1949)

## Ehrungen

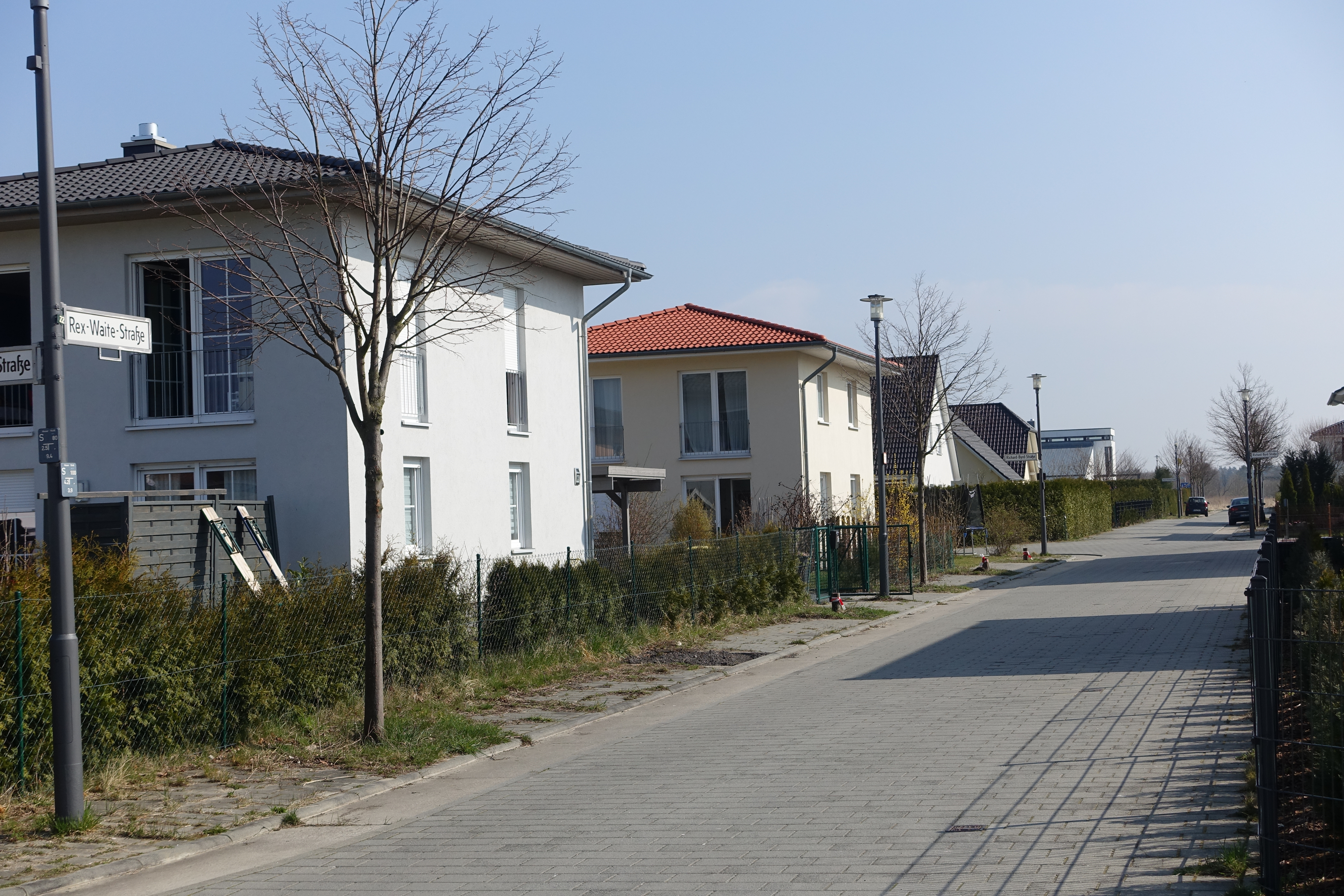
Rex-Waite-Straße im Berliner Ortsteil Kladow

Das 1951 in Berlin-Tempelhof enthüllte Luftbrückendenkmal erinnert an die Opfer der Großen Berliner Luftbrücke, aber auch an deren Initiatoren – und somit auch an Rex Waite. 1985 wurden auch in Frankfurt am Main und, in einer kleineren Variante, in Celle gleiche Denkmäler eingeweiht.
Am 15. August 2000 wurde in Berlin-Kladow, unweit des früheren Militärflughafens Gatow, die Rex-Waite-Straße der Öffentlichkeit gewidmet, die seitdem an den britischen Offizier erinnert.
Am 11. Mai 2024 wurde am Fehrbelliner Platz 4 in Berlin-Wilmersdorf eine Gedenktafel für Rex Waite enthüllt.
Teilbereiche einer Dauerausstellung des AlliiertenMuseums in Berlin sind bis heute Rex Waite gewidmet.